# Cantone di Plateau de Millevaches
Il Cantone di Plateau de Millevaches è una divisione amministrativa dell'arrondissement di Ussel.
È stato costituito a seguito della riforma approvata con decreto del 24 febbraio 2014, che ha avuto attuazione dopo le elezioni dipartimentali del 2015.

## Composizione
Comprende i 33 comuni di:
- Alleyrat
- Ambrugeat
- Bellechassagne
- Bonnefond
- Bugeat
- Chavanac
- Chaveroche
- Combressol
- Darnets
- Davignac
- Gourdon-Murat
- Grandsaigne
- Lestards
- Lignareix
- Maussac
- Meymac
- Millevaches
- Péret-Bel-Air
- Pérols-sur-Vézère
- Peyrelevade
- Pradines
- Saint-Angel
- Saint-Germain-Lavolps
- Saint-Merd-les-Oussines
- Saint-Pardoux-le-Vieux
- Saint-Rémy
- Saint-Setiers
- Saint-Sulpice-les-Bois
- Sornac
- Soudeilles
- Tarnac
- Toy-Viam
- Viam